# Баранов, Александр Иванович (губернатор)
Алекса́ндр Ива́нович Бара́нов (22 августа [3 сентября] 1821 — 18 [30] июля 1888) — русский военный и государственный деятель, Московский гражданский губернатор (1867—1868), генерал от артиллерии (1884).

## Биография
Окончил курс в Михайловском артиллерийском училище, а затем в офицерских классах (позже Артиллерийская академия). В июле 1842 года Баранов поступил в гвардейскую конную артиллерию, где в марте 1855 года, уже в чине полковника, получил в командование одну из батарей.
6 августа 1862 года был определён флигель-адъютантом, 30 августа того же года произведён в генерал-майоры, назначен в свиту государя и причислен к Императорской главной квартире. В сентябре 1864 года определён начальником 1-го округа корпуса жандармов, но вскоре был командирован в распоряжение генерал-губернатора в Вильну, откуда в 1866 году назначен Московским губернатором.
В 1867 году Баранов был последним высокопоставленным чиновником, которого митрополит Московский Филарет (Дроздов) принял за несколько часов до смерти.
30 августа 1870 года получил звание генерал-лейтенанта. С 1871 году начальник артиллерии Харьковского военного округа и с 1876 года совещательный член артиллерийского комитета. 6 мая 1884 года произведён в генералы от артиллерии.